# Escarola de cabello de ángel

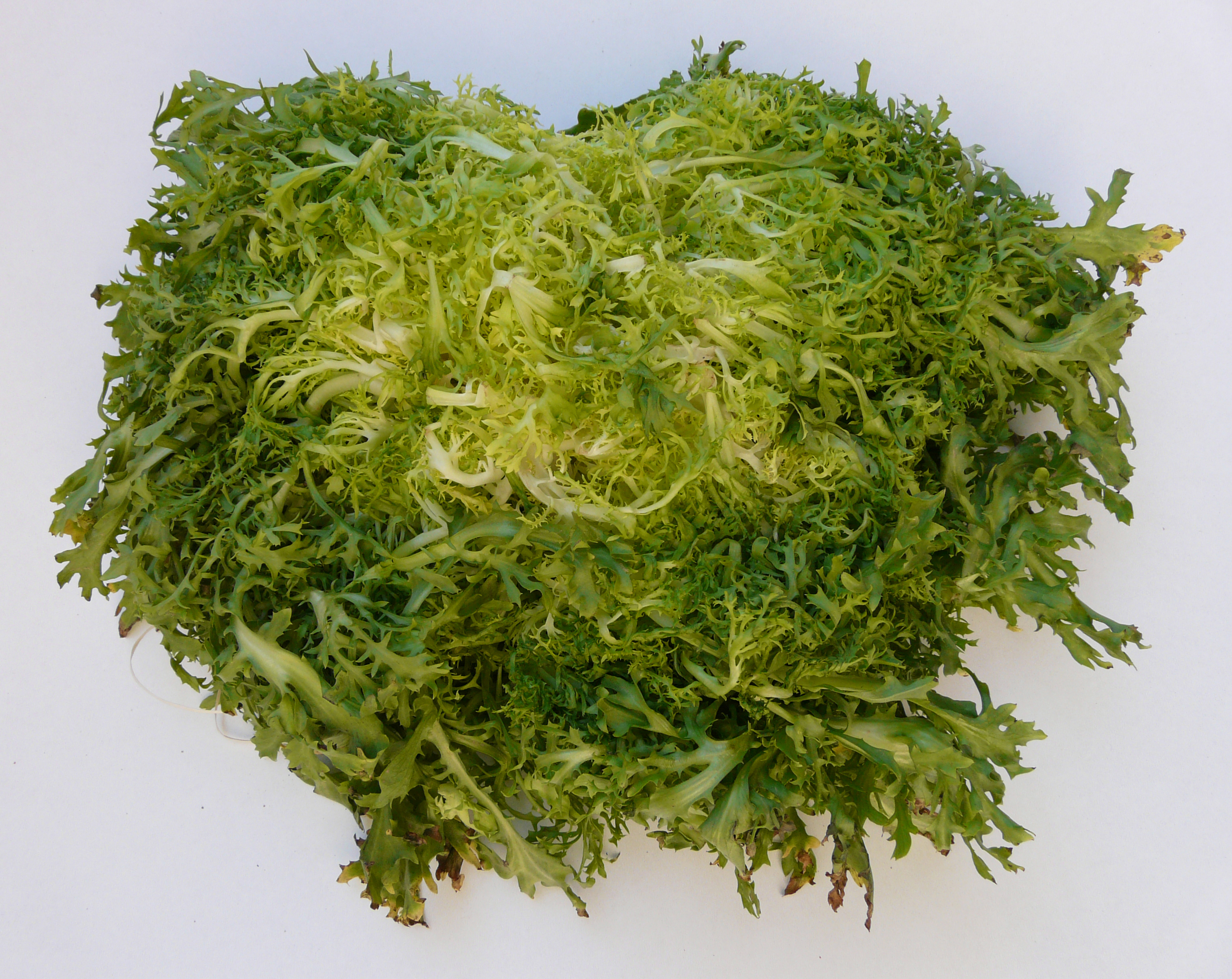
Escarola de cabello de ángel

La escarola de cabello de ángel es una de las variedades más populares de la escarola, autóctona del Ampurdán. Con hojas finas, muy dentadas y rizadas de color verde claro. Se caracteriza por su gran fineza y poca amargura. Se suele consumir en ensaladas acompañada de todo tipo de ingredientes. Es más pequeña que otras variedades de escarolas.